# Arthur Scott Lodge
Arthur Scott Lodge (Liverpool, 20 de novembro de 1922 — Fitchburg (Wisconsin), 24 de junho de 2005) foi um reologista britânico.
Reologista proeminentre, foi o originador da "equação constitutiva de um líquido elástico de Lodge" e inventor do "medidor de tensções de Lodge". Autor de dois livros-texto fundamentais em reologia (Elastic Liquids e Body Tensor Fields in Continuum Mechanics), foi um dos membros fundadores do Rheology Research Center da Universidade do Wisconsin-Madison, nos Estados Unidos.
Lodge nasceu em Liverpool, obtendo o bacharelato em matemática em 1945 e o DPhil em física nuclear teórica em 1948 na Universidade de Oxford. Em 1949 trabalhou na British Rayon Research Association, onde seu supervisor foi Karl Weissenberg, inventor do goniômetro de Weissenberg. Em 1961 Lodge foi professor do Instituto de Ciência e Tecnologia da Universidade de Manchester. Em 1964 Lodge publicou o livro Elastic Liquids (Academic Press), e passou o ano acadêmico de 1965-1966 na Universidade do Wisconsin-Madison como professor visitante. Em 1968 a família Lodge estabeleceu-se definitivamente em Madison. No início de sua chegada na Universidade do Wisconsin-Madison, Lodge e seu colegas Bob Bird, John Ferry, John Schrag e Millard Johnson fundaram o Rheology Research Center (RRC). Lodge chefiou o comitê executivo da RRC durante 23 anos, até aposentar-se em 1991.  
O livro Elastic Liquids introduziu a "equação constitutiva de um líquido tipo borracha de Lodge", a fundamentação da atual viscoelasticidade não-linear. O líquido tipo borracha de Lodge conseguir explicar muito do que podia ser mensurado com confiança na época (exceto viscosidade cisalhante não-constante). Em 1974 Lodge publicou Body Tensor Fields in Continuum Mechanics (Academic Press).

## Honrarias
Lodge foi agraciado com a SOR Bingham Medal de 1971 e com a Medalha de Ouro da British Society of Rheology de 1983. Em 1992 foi eleito membro da Academia Nacional de Engenharia dos Estados Unidos.